# Hans Zukunft
Hans Zukunft (* 16. September 1929 in Freital) ist ein ehemaliger Generalmajor der Nationalen Volksarmee (NVA) der Deutschen Demokratischen Republik (DDR).

## Leben
Der Sohn eines Rangierarbeiters absolvierte nach der Beendigung seiner achtklässigen Schulausbildung von 1944 bis 1947 eine Lehre zum Elektroinstallateur. 
Im Jahr 1947 trat er sowohl der SED wie auch am 1. April den bewaffneten Organen bei, wo er bis 1949 als Schutzmann in der Hauptverwaltung der Deutschen Volkspolizei (HVDVP) diente. Anschließend war er von 1949 bis 1950 in der Kaderabteilung der Hauptverwaltung Ausbildung eingesetzt. Von 1950 bis 1960 fungierte Zukunft als Offizier im Ministerium für Staatssicherheit, wo er unter anderem Referatsleiter der Hauptabteilung I des Militärbezirks III war. Als Offizier im besonderen Einsatz (OibE) stieg er 1960 zu einem stellvertretenden Abteilungsleiter in der Politischen Hauptverwaltung (PHV) des Ministeriums für Nationale Verteidigung (MfNV) auf, was er bis 1965 blieb. Im Anschluss hieran war Zukunft bis 1972 Abteilungsleiter in der PHV des MfNV. Von 1972 bis 1990 war er Chef der 10. Verwaltung der PHV. Am 1. Oktober 1974 wurde er zum Generalmajor ernannt. Am 30. April 1990 wurde Zukunft aus der NVA entlassen.

## Auszeichnungen in der DDR
- 1972 Vaterländischer Verdienstorden in Bronze, 1985 in Silber und 1989 in Gold
- Kampforden „Für Verdienste um Volk und Vaterland“ in Gold